# Аргун
Аргун (рус. Аргу́нь, кин: 海拉尔河, Hailar He, монг. Эргүнэ мөрөн) је река на граници Русије и Кине. 
Река је дугачка 1.620 km, а површина басена 169.700 km². Залеђена је од краја октобра до почетка маја.
Река извире на западном делу Великог Кхинганског масива у Унутрашњој Моноголији, у Кини. Аргун се спаја са реком Шилка и ствара реку Амур. Већим делом свог тока (944 km) је гранична река између Русије и Кине (Манџурија).
Најзначајније притоке су: 
- леве:Уров, Урјомкан, Газимур
- десне Генхе.

У реци живи око 60 различитих врсти риба.